# Longboard (surf)
 (décembre 2023).

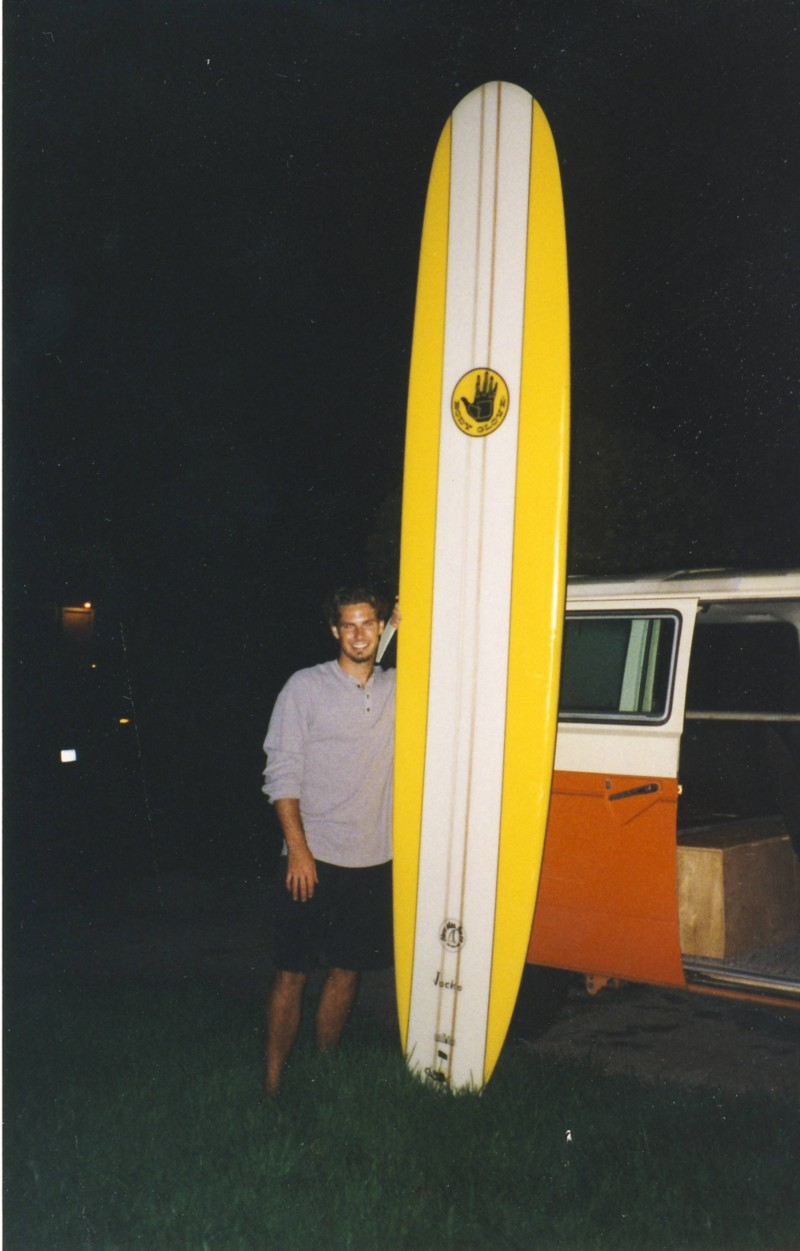
Grand longboard de 11 pieds.

Le longboard est un type de planche de surf bien particulier, qui permet une pratique différente de celle des plus petites planches.
Les planches de longboard sont des planches plus longues que la moyenne (la taille « réglementaire » pour ce type de planche étant de 2,74 m et au nez arrondi. 
De par leur grande dimension, les longboards ont une flottabilité et une stabilité particulièrement importantes. Ainsi ce type de planche permet une pratique plus démocratique du surf, accessible à tous. Le longboard permet également de surfer des vagues trop petites pour être surfées avec une shortboard.
De par sa taille, le longboard n'offre pas la maniabilité des surfs plus courts. Ce type de surf, davantage dans la glisse que dans la radicalité des figures, nécessite une adaptation continue de la position du longboarder (nom donné aux surfers de longboard). Lorsque celui-ci sent sa vitesse se ralentir par rapport à la vague, il doit marcher vers l'avant de sa planche afin d'augmenter la vitesse de celle-ci et vice-versa. 
La taille et la stabilité du longboard offrent la possibilité au longboardeur de marcher sur la planche.
Quelques figures sont réservées aux surfeurs les plus habiles, ainsi on peut surfer une vague en se positionnant non pas au milieu, mais tout à l'avant de sa planche, sur le "nose" (ou nez de la planche), avec les orteils accrochés sur le rebord. C'est ce que l'on appelle le Noseriding. Dans le Noseriding on trouve des figures comme le Hang Five (5 orteils posés sur le nose), le Hang Ten (10 orteils), et des dérivés comme le Hang Five one foot (5 orteils accrochés et l'autre pied en l'air).
Les longboards sont les premiers types de planches de surf à avoir été construits. Les anciens Hawaiiens utilisaient ainsi de très grandes planches en bois massif pour pratiquer l'art du hui' nalu. 
Duke Kahanamoku apporta le surf aux États-Unis, qui devint une part de l'identité californienne. Malibu devint si populaire auprès des premiers surfeurs qu'elle donna son nom à un type de longboard, le Malibu Surfboard. 
À ne pas confondre avec le Tandem (pratiqué à deux sur une grande planche), le Malibu, planche plus petite que le longboard, de 2,24 à 2,74 m.

## Terme général

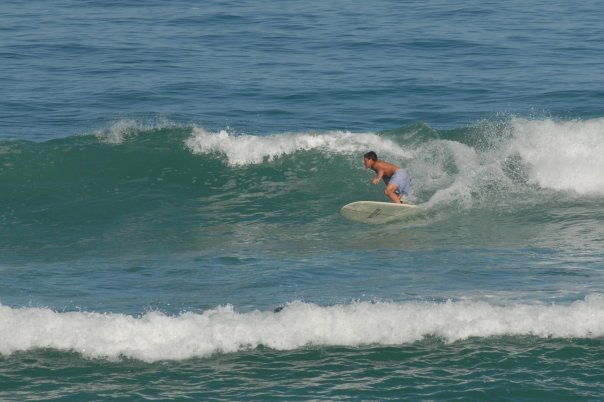
Un homme pratiquant le longboard

À l'oral, le mot longboard désigne parfois un type de planche à roulette nommé longskate.
À la différence des skateboards classiques, le longskate ne sert pas à exécuter des sauts et des figures (tricks), mais est utilisé pour la descente de routes pentues ou la balade (que l'on appelle ainsi le cruising) . Ce type de planche procure une grande stabilité ainsi qu'une aptitude certaine à la glisse (travers) cette dernière participant grandement au côté spectaculaire de la discipline. Un des longskateurs les plus connus, Eddy Papara, a participé à l'essor de ce sport extrême dans le Pacifique.